# Serengeti Park
Il Serengeti Park è un giardino zoologico e parco faunistico istituito nel comune di Hodenhagen in Bassa Sassonia, fondato nel 1974; copre un'area di circa 200 ettari. 
Prende il nome dalla pianura del Serengeti, una regione di circa trentamila chilometri quadrati, costituita da prateria, savana e boschi situata in Africa orientale, la cui parte settentrionale appartiene al Kenya mentre quella meridionale (l'80% circa della superficie totale) alla Tanzania. 

## Alcuni animali presenti nel Serengeti Park

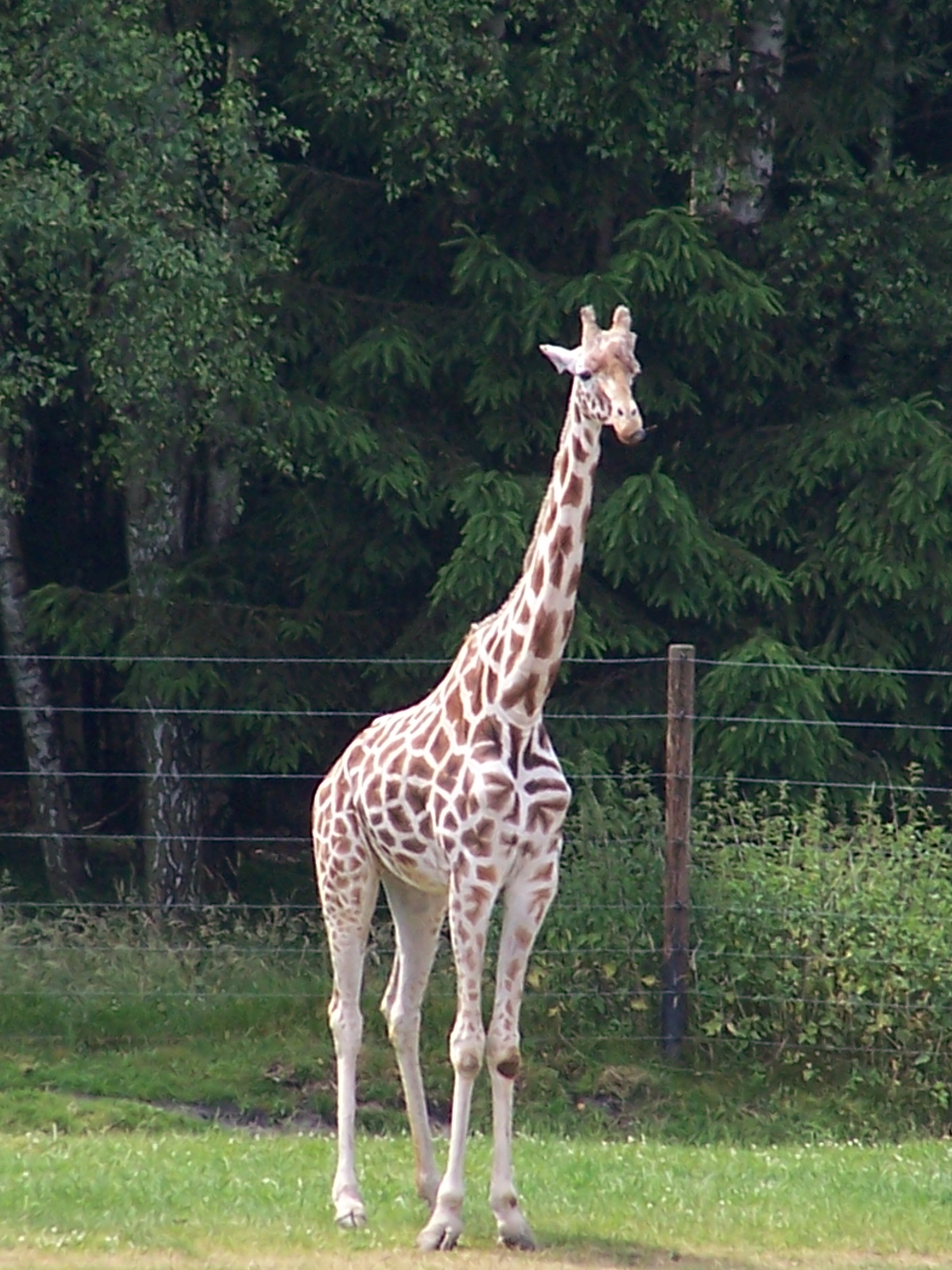
Giraffa
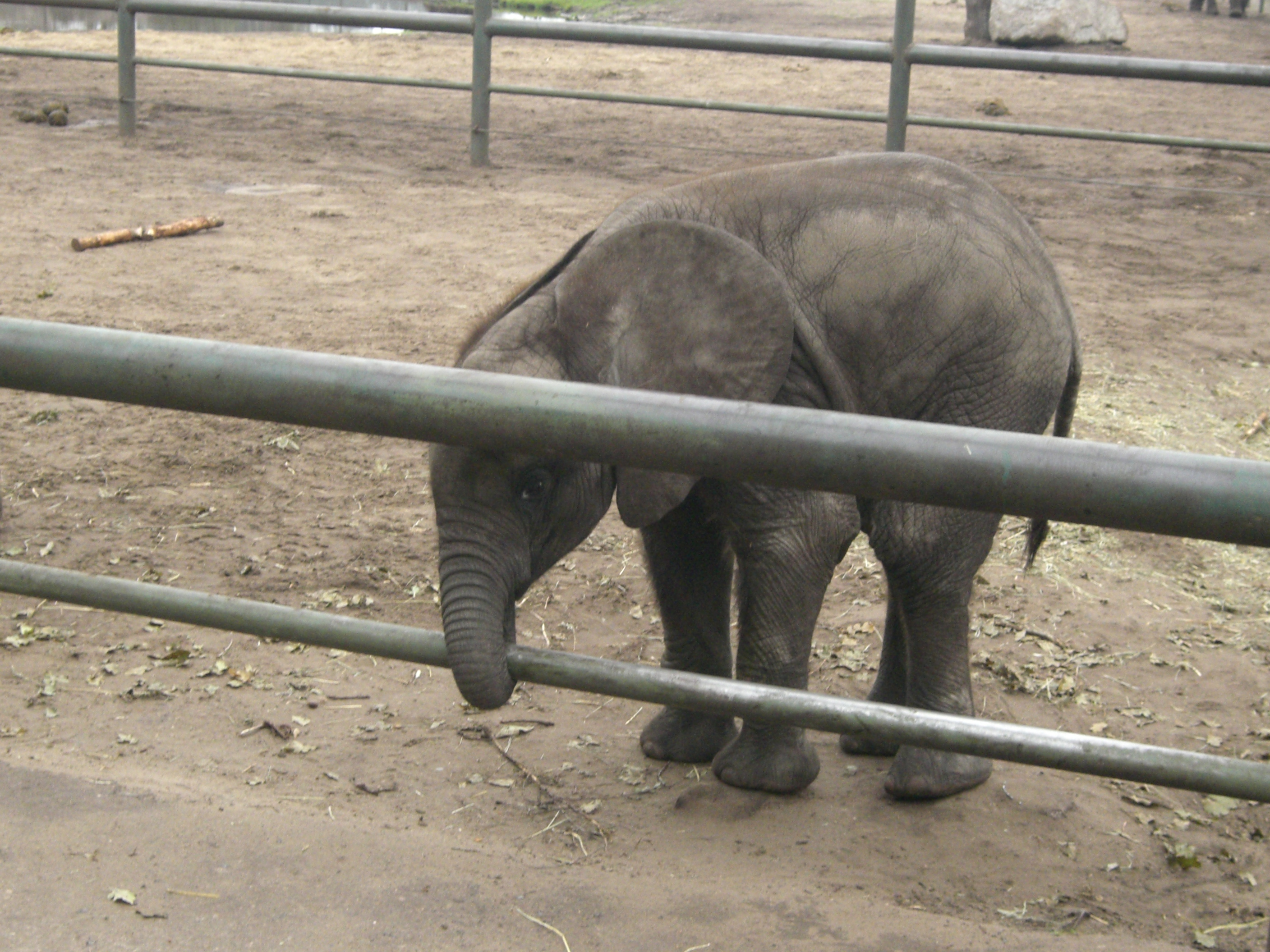
Cucciolo di Elefante africano
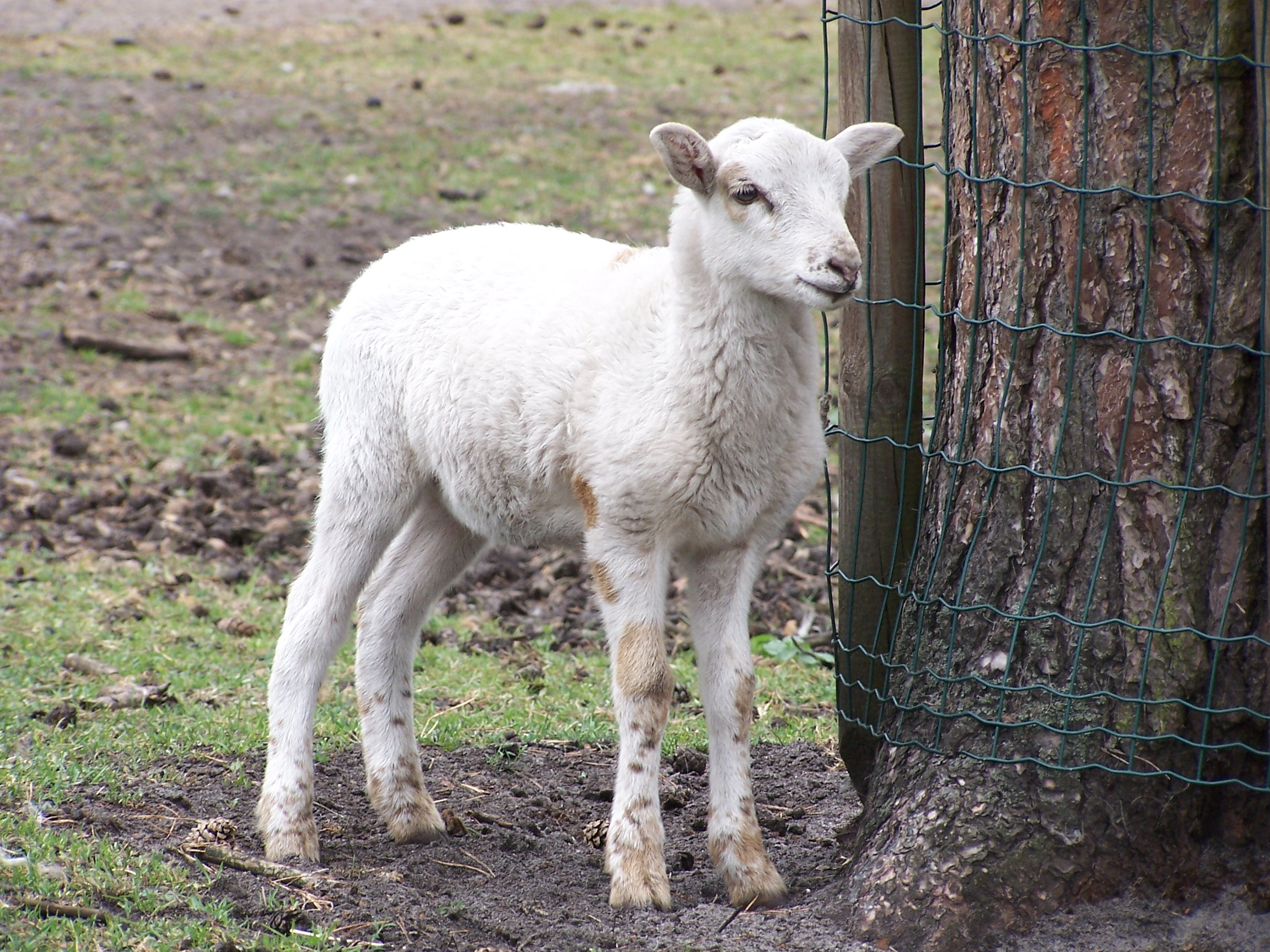
Agnello
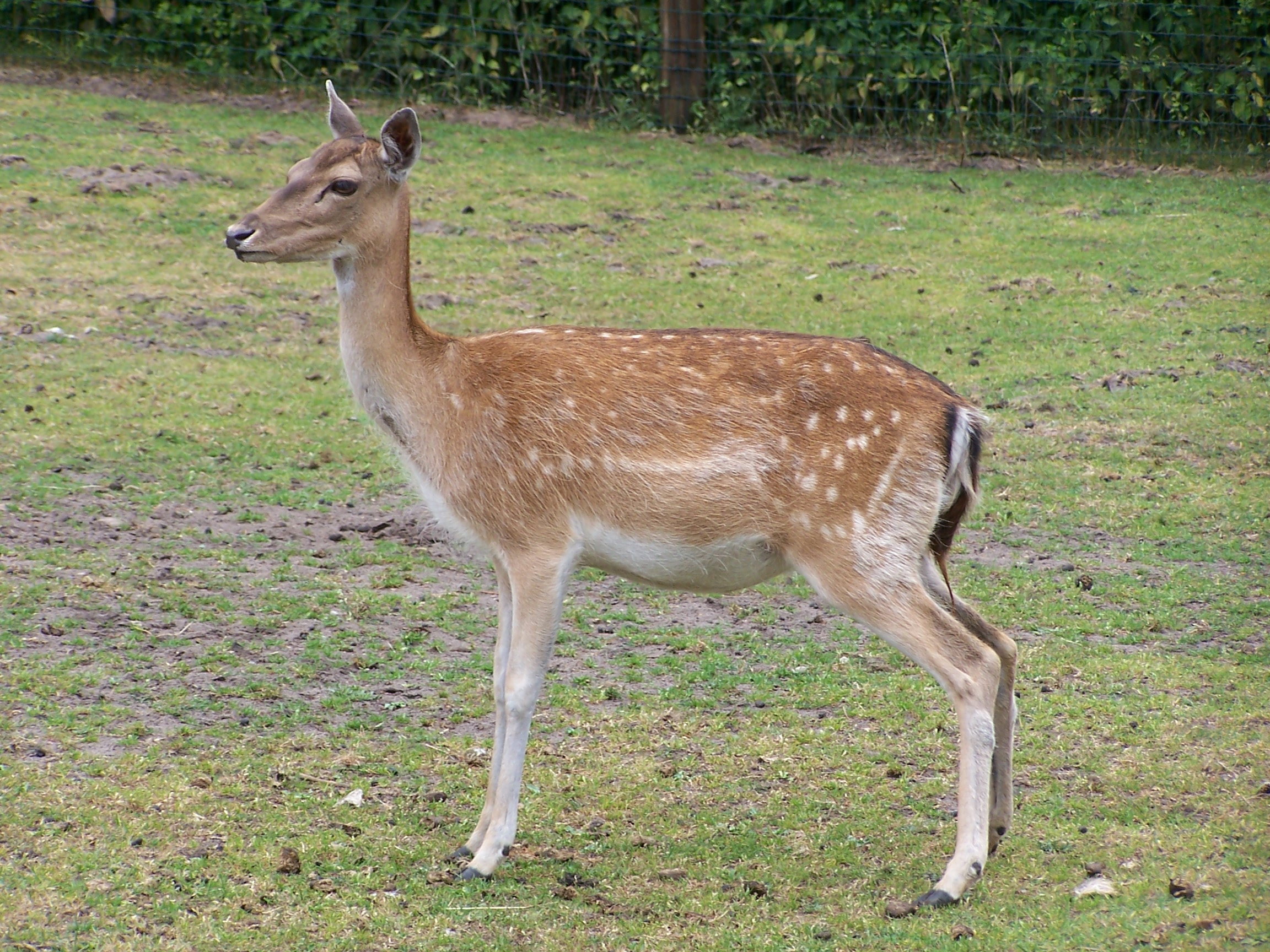
Daino

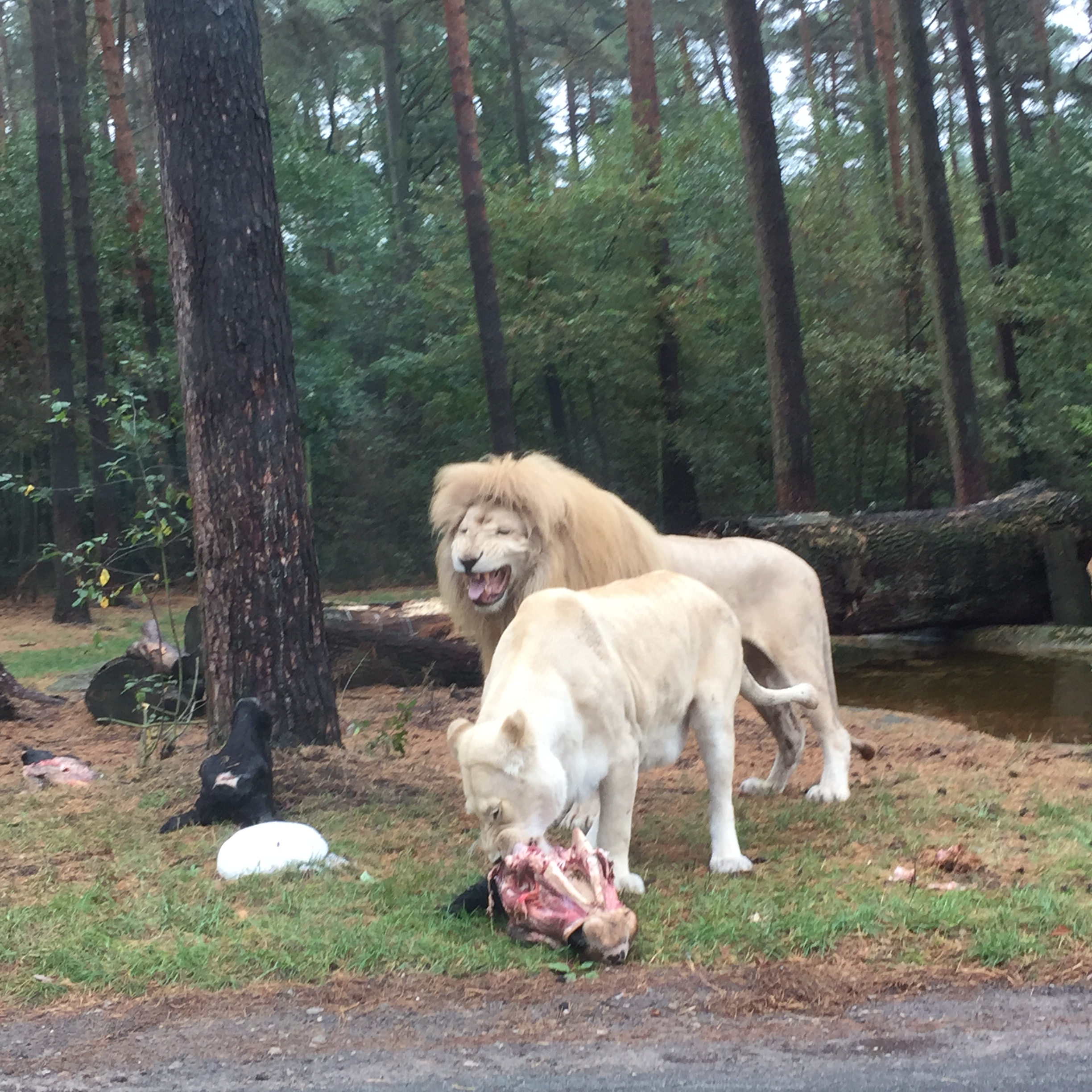
Leoni bianchi
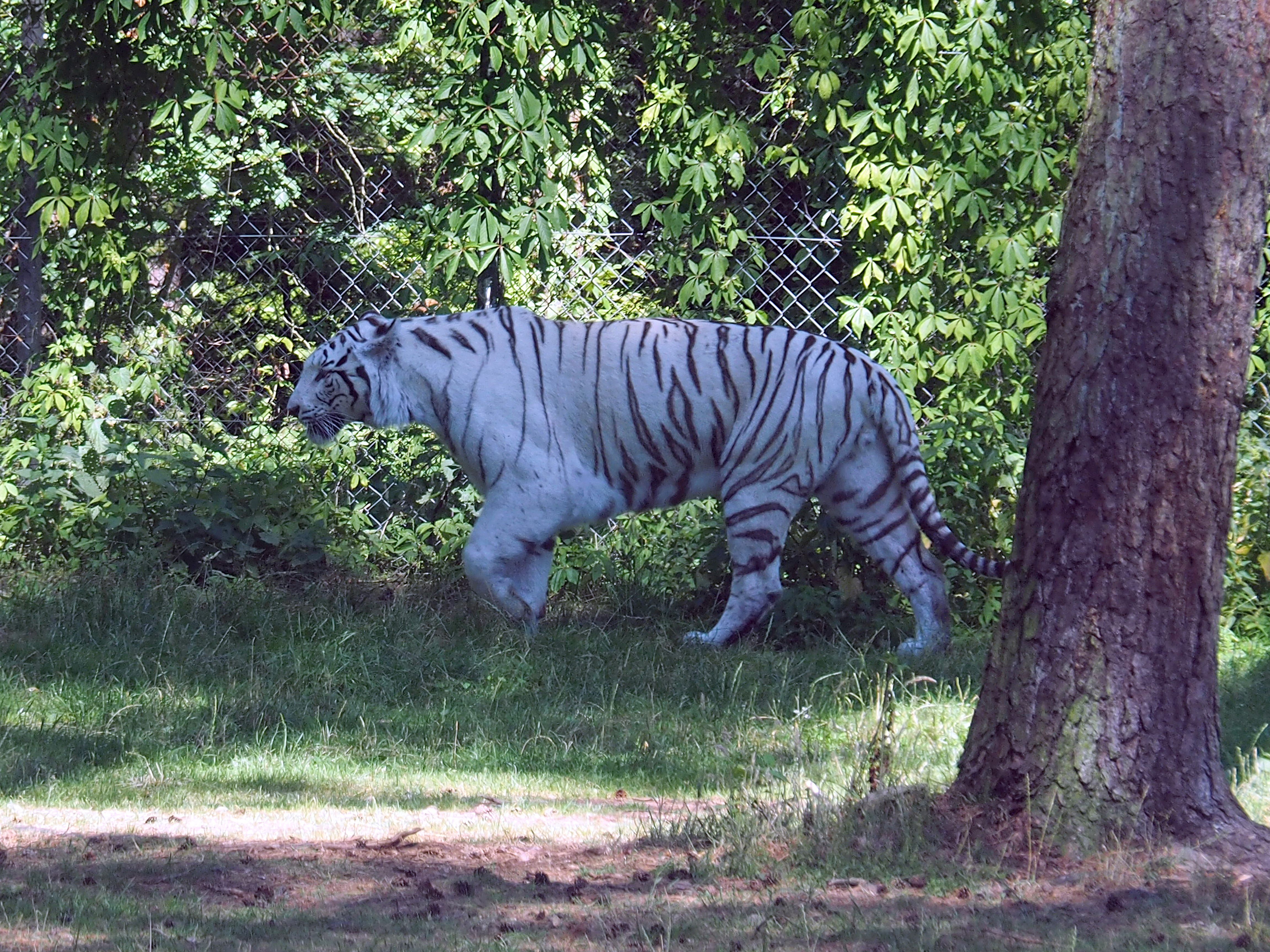
Tigre bianca
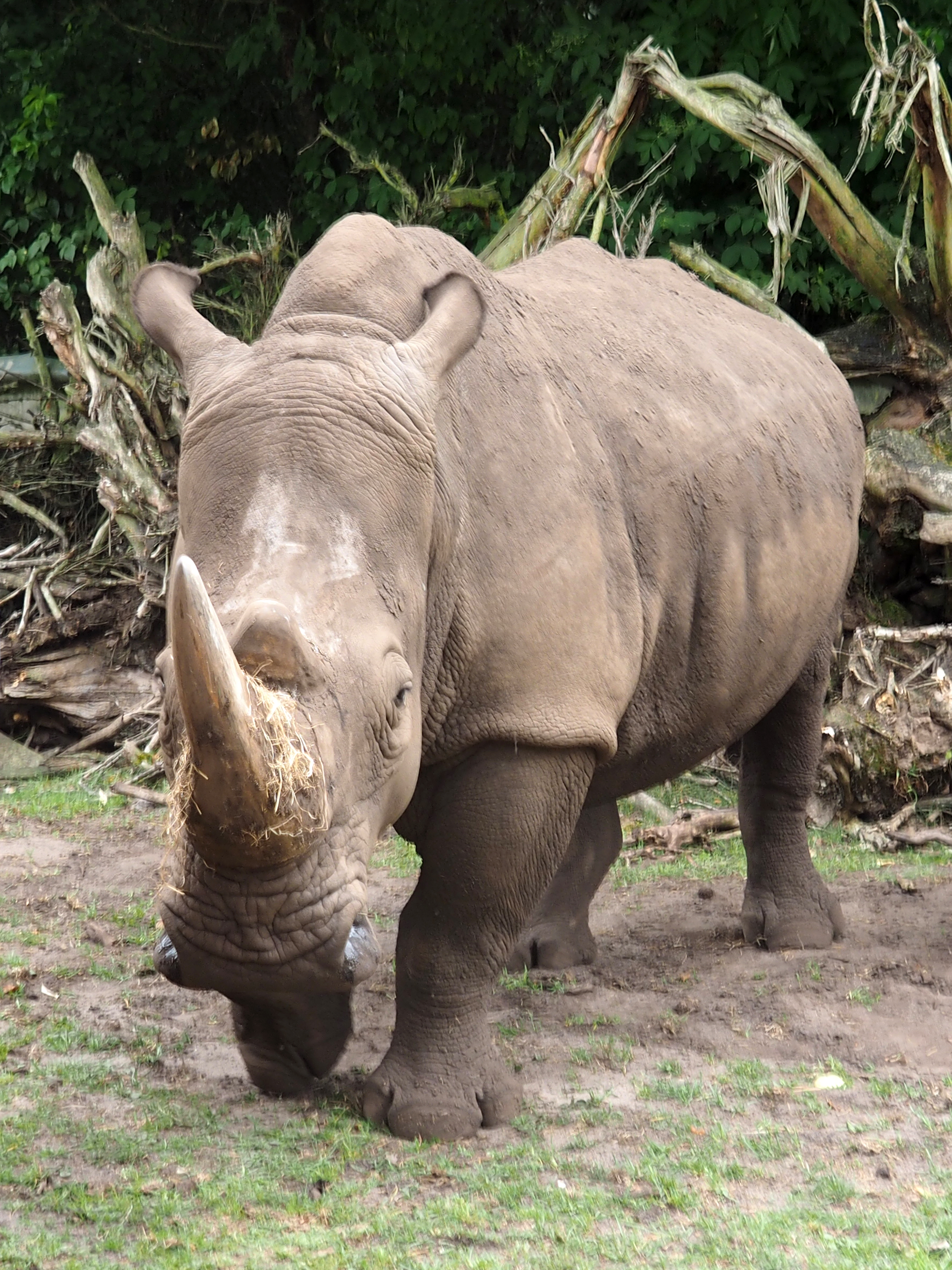
Rinoceronte
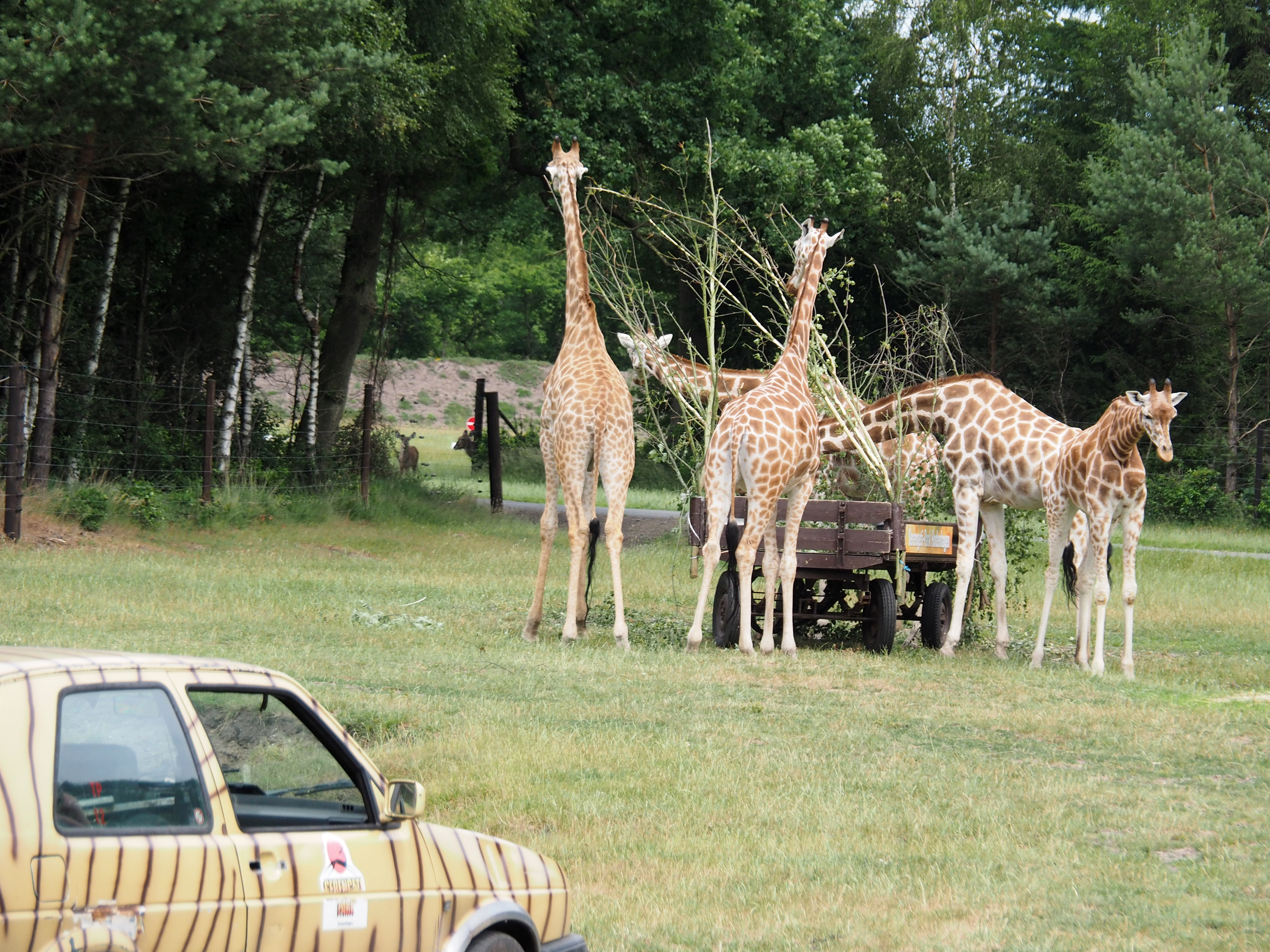
Giraffa
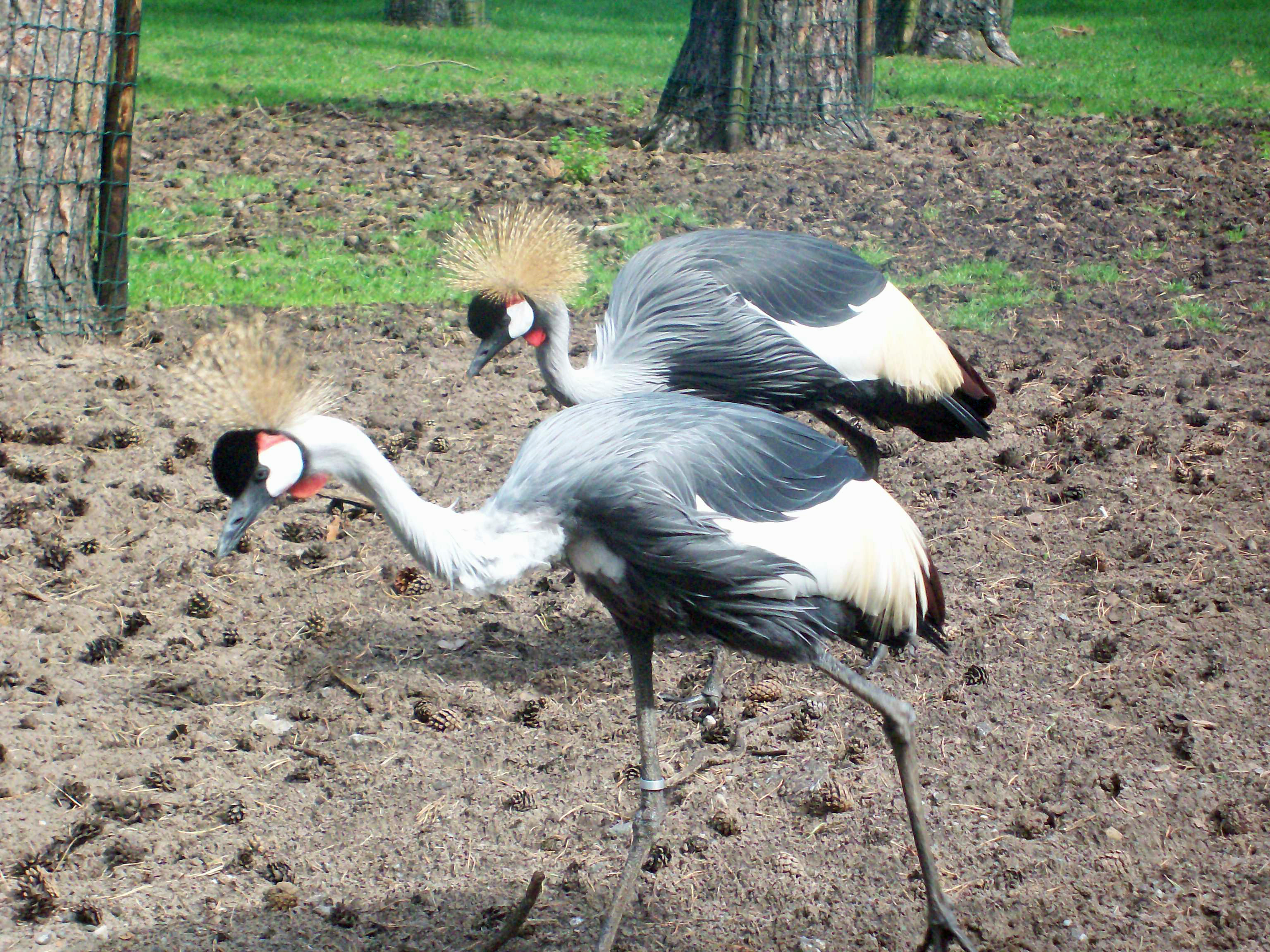
Baleariche